# محوطه شلین
محوطه شلین مربوط به دوره اشکانیان - دوره ساسانیان است و در شهرستان گیلانغرب، بخش مرکزی، دهستان دیره، شمال شرق روستای شلین واقع شده و این اثر در تاریخ ۲۶ اسفند ۱۳۸۷ با شمارهٔ ثبت ۲۵۴۵۹ به‌عنوان یکی از آثار ملی ایران به ثبت رسیده است.